# Francesco De Renzis
Francesco De Renzis (Capua, 7 gennaio 1836 – Parigi, 28 ottobre 1900) è stato un militare, politico, diplomatico e giornalista italiano.

## Biografia
Figlio di Ottavio e Maria Rosa Morvillo, Barone di Montanaro e di San Bartolomeo, parente dei baroni Leopoldo e Stanislao De Renzis, caduti della Repubblica Napoletana, studiò nel seminario di Capua. Venne successivamente avviato giovanissimo alla carriera delle armi come allievo della Scuola militare Nunziatella di Napoli, dalla quale uscirà con il grado di sottotenente del Genio nel 1854.
Nel 1860 presentò le proprie dimissioni dall'Esercito delle Due Sicilie per prendere servizio subito dopo in quello sabaudo. Come ufficiale di quest'ultimo, in qualità di luogotenente del generale Luigi Federico Menabrea prese parte all'assedio di Capua (1860), sua città natale, e all'assedio di Gaeta, che segnò la caduta del Regno delle Due Sicilie. Durante le operazioni si segnalò per il valore sul campo, ottenendo la promozione a capitano, la Croce di Cavaliere dell'Ordine militare di Savoia e la nomina a ufficiale d'ordinanza di Vittorio Emanuele II. In questo ruolo prese successivamente parte alla campagna contro l'Austria nel 1866. Il 20 settembre 1870, in occasione della Presa di Roma, De Renzis portò in scena il proprio dramma teatrale Il medico del cuore. Inizialmente accolto favorevolmente per i primi due atti, lo spettacolo fu però oggetto successivamente di “un sibilare assai forte” durante il terzo. L'insospettata umiliazione toccata ad un'attrice favorita da Vittorio Emanuele II e il suo giudizio sul "declino del teatro nazionale" costarono a De Renzis due mesi di arresti presso la Cittadella di Alessandria. Poco dopo l'ufficiale lasciò il servizio attivo.
Nel 1870 sposò Edith Sonnino, sorella di Sidney, e si dedicò alla professione giornalistica, fondando a Firenze Il Fanfulla, il quale divenne uno dei giornali più popolari d'Italia. Nello stesso anno scese in politica, candidandosi senza successo alla Camera di Deputati del Regno d'Italia. Gli anni dedicati al giornalismo gli valsero una certa notorietà, grazie agli articoli che riflettevano il suo spirito incisivo. Fu altresì autore di testi teatrali, novelle e almeno un romanzo di successo, dal titolo Ananké, pubblicato nel 1878.
Candidatosi nuovamente alle Elezioni politiche italiane del 1874, ebbe maggior fortuna, riuscendo ad essere eletto tra i parlamentari della XII legislatura. Tale successo lo spinse a vendere la propria quota del Fanfulla, il quale, tra l'altro, aveva progressivamente assunto posizioni che non coincidevano più con le sue convinzioni. Da questo momento iniziò una lunga carriera politica, che lo portò ad essere eletto consecutivamente per le legislature XIII, XIV, XV e XVI. In questi anni seguì fedelmente la linea di governo di Agostino Depretis, sostenendo dapprima posizioni moderatamente progressiste per poi spostarsi, a partire dal 1882, su una linea più marcatamente conservatrice.
Avversario del colonialismo italiano e forte critico dell'acquisizione della baia di Assab da parte della Compagnia di Navigazione Rubattino, fu presidente della provincia di Caserta nel 1884 e nel 1885 passò all'opposizione. Nel 1889 intraprese la carriera diplomatica, assumendo il ruolo di ministro plenipotenziario a Bruxelles e dimettendosi dalla Camera dei deputati. Esercitò ruoli diplomatici anche a Madrid (15 settembre 1895 - 4 settembre 1898) e, dal 1898, a Londra.
Il 14 giugno 1900 fu nominato senatore, ma ricoprì tale carica per breve tempo, essendo sopravvenuta la morte mentre si trovava nel quartiere Auteuil di Parigi.

## Opere
- Proverbi spiegati al popolo, E. Treves, gennaio 1869
- Oh! Quanto io t'amerei, 1875
- Il Dio Milione: Commedia in Quattro Atti (1877)
- La dritta via: commedia in tre atti, 1878
- Conversazioni artistiche, Roma, A. Sommaruga, 1883
- Un bacio dato non è mai perduto, 1883
- La questione della donna, F. De Renzis, Roma, Tipografia della Camera dei Deputati, 1889, 31 p., 23 cm. (estr. da Nuova Antologia, serie 3., v. 21., fascicolo del 1º giugno 1889)
- L'esposizione e il Congresso penitenziario: impressioni, Tip. della Camera dei deputati (stabilimenti del Fibreno), 1885.